# Lee Ya-hsuan
Lee Ya-hsuan (Taipei, 20 luglio 1995) è una tennista taiwanese.

## Carriera
Ha vinto 11 titoli nel singolare e 6 titoli nel doppio nel circuito ITF in carriera. Ha raggiunto la sua migliore posizione nel singolare WTA, nr 186, l'11 aprile 2016; il 6 febbraio successivo ha raggiunto il miglior piazzamento mondiale nel doppio, nr 138.
Giocando in Fed Cup per il proprio Paese, ha un record vittorie-sconfitte di 1-6.

## Circuito WTA 125

### Doppio

#### Vittorie (2)
| N. | Data              | Torneo                             | Superficie    | Compagna        | Avversarie in finale                 | Punteggio        |
| 1. | 11 settembre 2016 | Dalian Women's Tennis Open, Dalian | Cemento       | Kotomi Takahata | Nicha Lertpitaksinchai Jessy Rompies | 6-2, 6-1         |
| 2. | 17 novembre 2019  | OEC Taipei Ladies Open, Taipei     | Sintetico (i) | Wu Fang-hsien   | Dalila Jakupovič Danka Kovinić       | 4-6, 6-4, [10-7] |